# Itinéraires nationaux et internationaux
 (juillet 2008).
Si vous disposez d'ouvrages ou d'articles de référence ou si vous connaissez des sites web de qualité traitant du thème abordé ici, merci de compléter l'article en donnant les références utiles à sa vérifiabilité et en les liant à la section « Notes et références ».
Pour les articles homonymes, voir INI.
Les Itinéraires nationaux et internationaux ou Guides INI sont des guides touristiques édités en France.

## Historique
Les Guides INI ont été créés sous l'égide de l'Automobile Club de Nice en 1933 par René Donin de Rosière (mort en déportation au camp de Buchenwald). C'est une entreprise qui est restée familiale.
C'était l'époque héroïque de l'automobile et des voyages aventureux où l'indication d'une bonne étape en cours de route pour se reposer et se restaurer était précieuse et appréciée. Les Guides INI s'adressaient alors aux membres des Automobile Clubs, gens aisés qui pouvaient s'offrir le luxe de posséder une automobile.
Depuis, les Guides INI sont édités et diffusés tous les ans sans interruption (sauf période 1940-1945). Ils sont diffusés à l'étranger par les représentations officielles du Tourisme français : "Atout France" ex-Maison de la France. Ils sont désormais également téléchargeables gracieusement sur www.ini.fr.